# ティグレ州

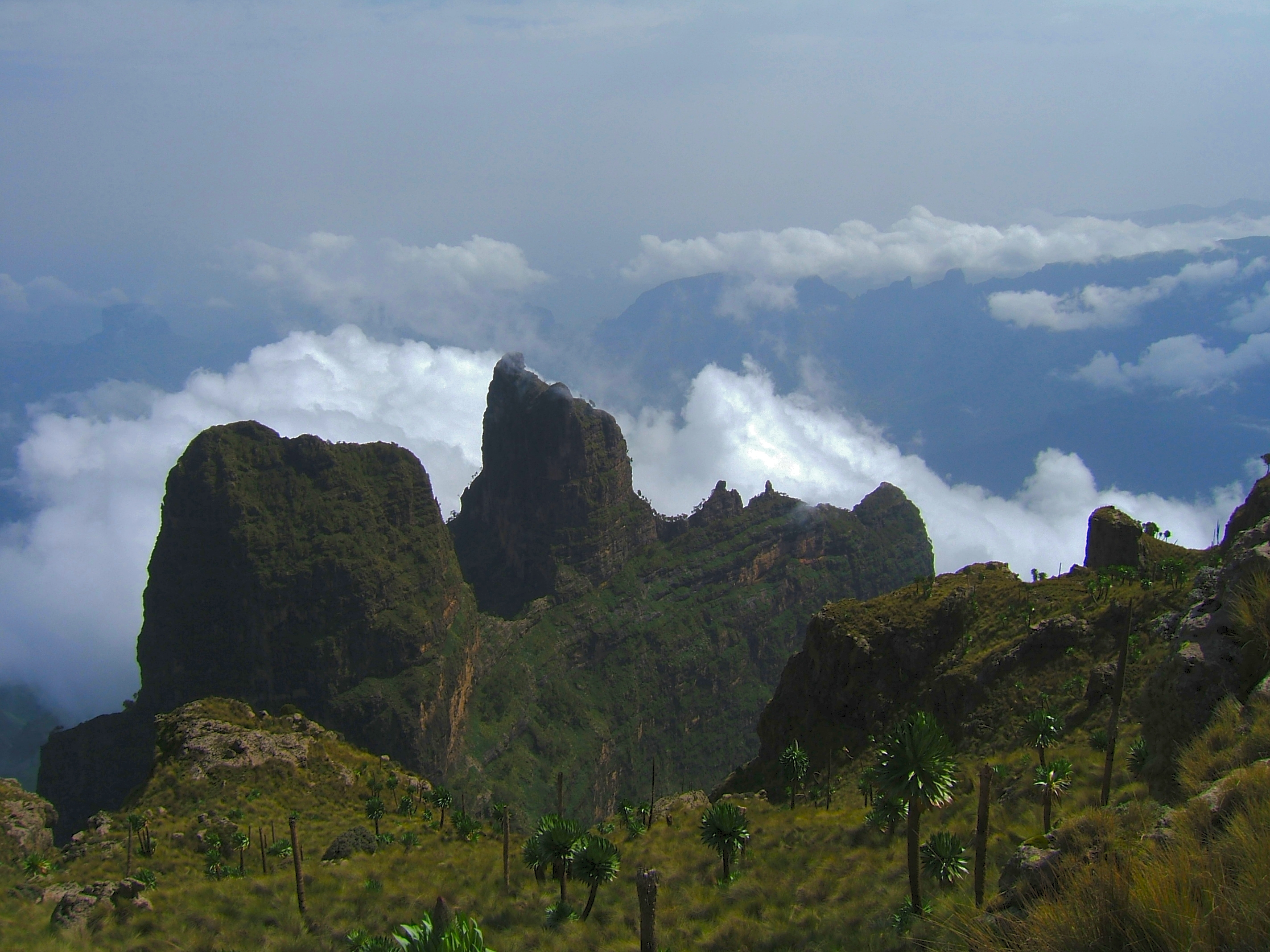
シミエン山地

ティグレ州 (アムハラ語: ትግራይ ክልል) は、エチオピア北部の州。日本の外務省や一部報道機関ではティグライ州と表記され、こちらが原語の発音に近い（表記揺れの事情については後述）。州都はメックエル（メケレとも）。2023年の推定人口は538万8000人。
2020年から2022年まで、ティグレ州を根拠地とするティグレ人民解放戦線とアムハラ州やエチオピア政府との間で戦闘が行なわれていた（ティグレ紛争）。

## 表記について
「ティグレ州」表記は英訳Tigray Regionの発音からくる誤音訳である。 ትግራይ ክልል はエチオピアやエリトリアに住むティグリニャ語 (Tigringa) を話すティグライ人 (Tigrayans) に基づく地名であり、主にエリトリアやスーダンに住むティグレ語 (Tigre)を話す民族・ティグレ人 (Tigre people) とは異なる。

## 位置
- 北：ガシュ・バルカ地方（エリトリア）
- 北：南部地方（エリトリア）
- 北東：北紅海地方（エリトリア）
- 東：アファール州
- 南：アムハラ州
- 西：ガダーレフ州（スーダン）

## 歴史
アクスム王国の故地である。

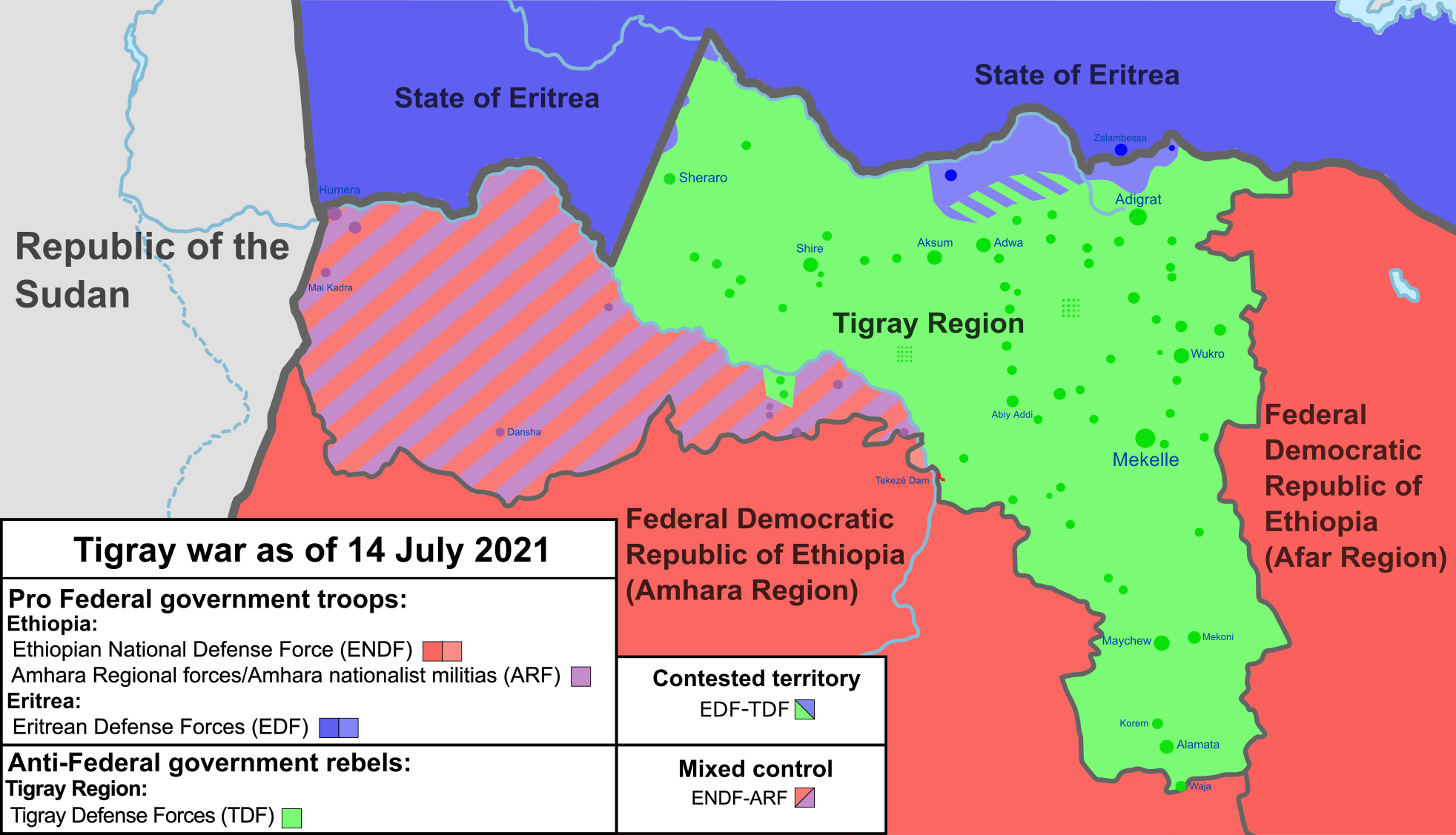
ティグレ戦争の勢力図（2021年4月）
緑：ティグレ人民解放戦線
赤：エチオピア軍
黄：アムハラ州
青：エリトリア

1995年に民族ごとに州が再編された際、旧ティグライ州をほぼ引き継ぐティグライ人を中心とする地域で作られた。
1998年、州内のバドメの街の帰属を巡ってエチオピア・エリトリア国境紛争が起きた。2000年に停戦が成立し、国際連合エチオピア・エリトリア派遣団(UNMEE)の本部が設置された。2008年、UNMEEは活動を終了した。
2020年8月、ティグレ州で予定されていた総選挙が新型コロナウイルスの感染拡大を理由に延期された。しかし州議会は選挙を9月9日に強行し、エチオピア政府との間の軋轢が増した（2020年ティグレ州議会選挙）。同年11月、政府側は州議会与党のティグレ人民解放戦線（TPLF）が政府軍の基地を攻撃したとして開戦を宣言。空爆を含めた攻撃が開始され、多数の市民が犠牲になった（ティグレ紛争）。隣国のエリトリアもエチオピアを支援するために軍を派遣した。エチオピア政府は同州に6か月間の非常事態宣言を発令し、インターネットや電話など通信インフラの制限が実施された。
戦争が激化すると住民が国境を越えて隣国スーダンのガダーレフ州やカッサラ州に流出、2020年11月15日までに2万人を超える住民が難民化した。戦闘により州内に食料支援などの関係者の立ち入りができなくなったこともあり、2021年には数万人の子供が栄養失調に直面する危機に立たされた。WHOはティグレ州について、人口の約40%が極度の食料不足に陥っていると発表した。2022年11月2日、エチオピア政府とTPLFは停戦協定に署名した。
停戦協定に基づき暫定的な行政機関としてティグレ州暫定地域行政が設立され、TPLF副党首のゲタチェウ・レダが行政長官に就任した。2024年8月よりTPLFのデブレツィオン・ゲブレミカエル党首とレダの間で対立が深まり、2025年3月にはAdi Gudemとアディグラトがゲブレミカエル派の武装勢力に占領された。（TPLF internal leadership dispute）

## 行政区画
6つの県と1つの特別県からなる。県の名称は、州中心部から見た方角を示している。
- メラケレンノー県（中央県）
- ミスラカウィ県（東県）
- セミエン・ミイラバウィ県（北西県）
- デブバウィ県（南県）
- デブブ・ミスラカウィ県（南東県）
- ミイラバウィ県（西県）
- メックエル特別県

## 領土問題

### エリトリア
北を接するエリトリアとは、バドメ周辺の国境未画定地域を巡る争いが行なわれていた。

### アムハラ州
南を接するアムハラ州とは、1995年の州再編を発端とした2ヶ所（ウェルカイト地方、ラヤ地方）の領土問題を抱える。
ウェルカイト地方（ミイラバウィ県）は、それまでアムハラ人が多く住むベゲムデル州に属していたが、1995年にベゲムデル州がアムハラ州へ改められた際に旧ベゲムデル州北部（現在のミイラバウィ県）のウェルカイト郡やツェゲデ郡といった地域はティグレ州へ移管された。この決定を現地のアムハラ人は非難し、アムハラ州への帰属を要求する活動を始めた。
ラヤ地方はティグレとアムハラに挟まれた地域で、ラヤ・アゼボ郡とラヤ・コボ郡からなる。1995年以前はアゼボ郡が旧ティグレ州、コボ郡はアムハラ人が多く住む旧ウォロ州に属していたが、1995年の州再編でアゼボ郡は全域が新ティグレ州に、コボ郡はティグレとアムハラの両州で分割することになった。旧コボ郡のうち、ティグレ州に帰属した地域は新アゼボ郡、アムハラ州に帰属した地域は新コボ郡となった。この旧コボ郡の分割によって州境は1995年以前よりも南に移動し、アムハラ人は領土を削られた格好になった。ティグレ州のラヤ地方では州政府による強制同化政策が行われたとされ、住民はアムハラ州への帰属を要求するようになった。
この2地方はアムハラ人民族主義者によって「ティグレ人が不法に併合した地域」として奪還が呼びかけられた。そして2020年11月にティグレ戦争が始まると、アムハラ州の治安部隊はティグレ州に侵入しこれらの地域を支配下に置いた。占領地ではアムハラ州から来た公務員や治安維持部隊による統治が行われており、ティグレ州旗はアムハラ人の民族主義を表した旗に取り替えられ、県の創設を宣言するなど併合の既成事実化を進めている。一方で占領地ではティグレ人住民に対して迫害が行なわれており、2021年3月10日にアメリカ合衆国国務長官のアントニー・ブリンケンはこれを「民族浄化」と呼びアムハラ州を非難した。この発言に対して、エチオピア政府は3月13日に「根拠のない嘘」として否定する声明を出した。アビィ・アハメド首相はアムハラ州の事実上の併合を認めた上で、連邦議会で承認されるまでの「暫定統治」としている。
ティグレ紛争の停戦後もアムハラ軍は州西部の占領を続けている。2023年8月、エチオピア政府は領土問題の解決に向けて、アムハラ人による「暫定統治」の終了と住民投票の実施する計画を発表した。

## 住民

### 人口推移
- 1994年10月11日：315万2704人
- 2007年5月28日：444万5219人
- 2015年7月1日：545万3000人[31]
- 2023年7月：583万8000人[2]

### 民族
- ティグライ人：96.55%
- アムハラ人：1.63%
- イロブ人（英語版）：0.71%
- アファール人：0.29%
- アガウ人（英語版）：0.19%
- オロモ人：0.17%
- クナマ人：0.07%
- その他：0.39%

### 宗教
- エチオピア正教：95.5%
- イスラム教：4%
- カトリック教会：0.4%
- ペンタイ（英語版）(アムハラ語で「プロテスタント」の意味)：0.1%

## 世界遺産
- 世界遺産・アクスムが存在するが、紛争のために観光開発は進んでいない。

## 出身者
- メレス・ゼナウィ(መለስ ዜናዊ)(1955年～2012年)：政治家
  - 暫定大統領(1991年～1995年)
  - アフリカ統一機構長(1995年～1996年)
  - 首相(1995年～2012年)
- アベバ・アレガウィ(አበባ አረጋዊ)(1990年～)：陸上競技選手
  - 2013年世界陸上競技選手権大会(ロシア・モスクワ)：女子1500m：金
  - 2014年世界室内陸上競技選手権大会(ポーランド・ソポト)：女子1500m：金
  - 2014年ヨーロッパ陸上競技選手権大会(スイス・チューリッヒ)：女子1500m：銀[32]
- ハゴス・ゲブリウェト(ሓጎስ ገብረሂወት)(1994年～)：陸上競技選手
  - 2013年世界陸上競技選手権大会(ロシア・モスクワ)：男子5000m：銀

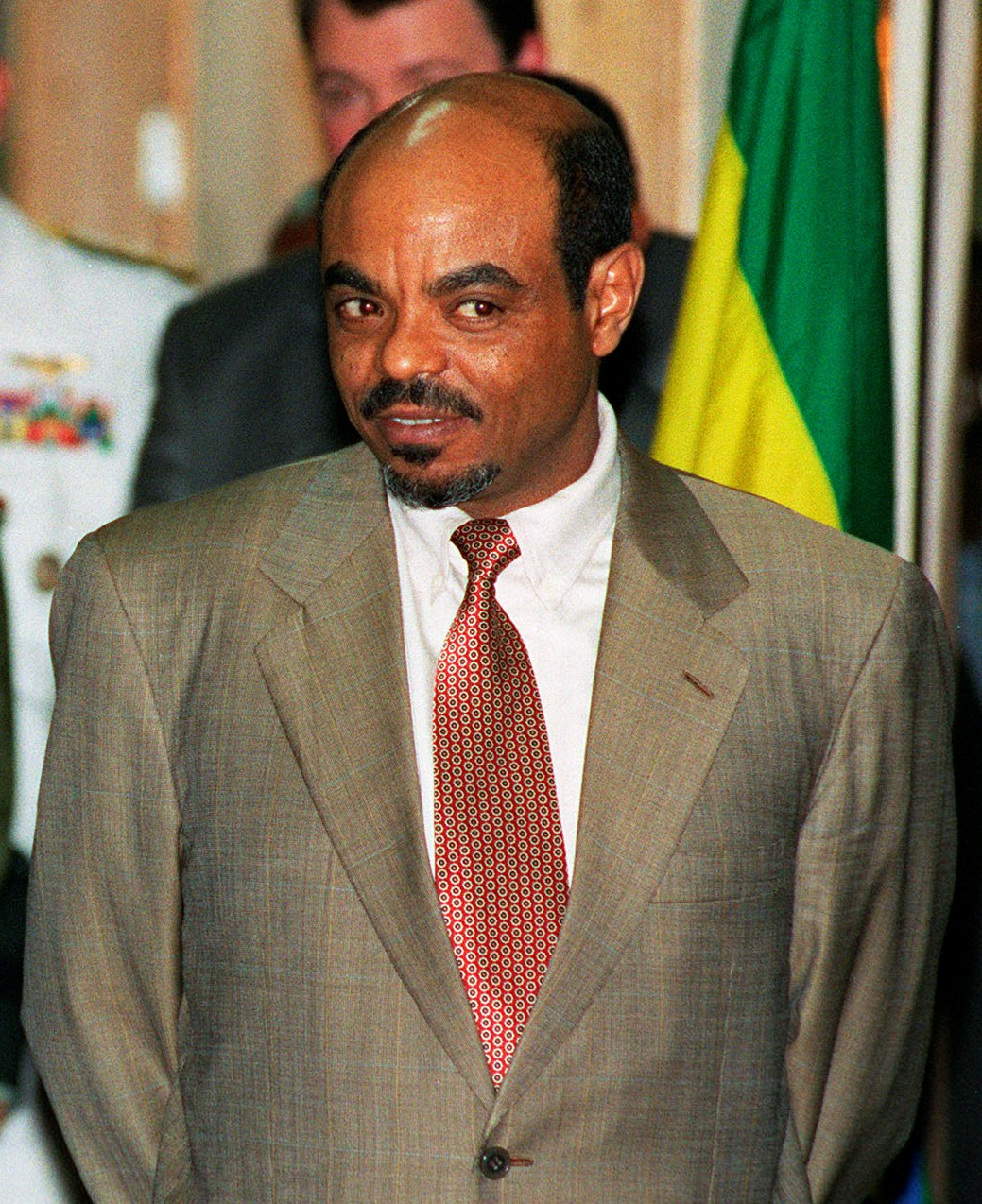
メレス・ゼナウィ
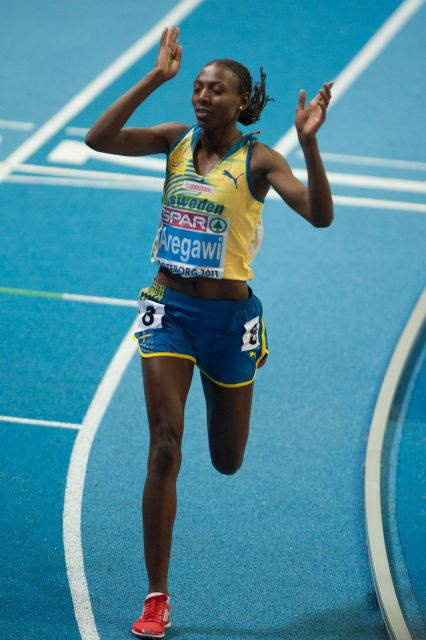
アベバ・アレガウィ
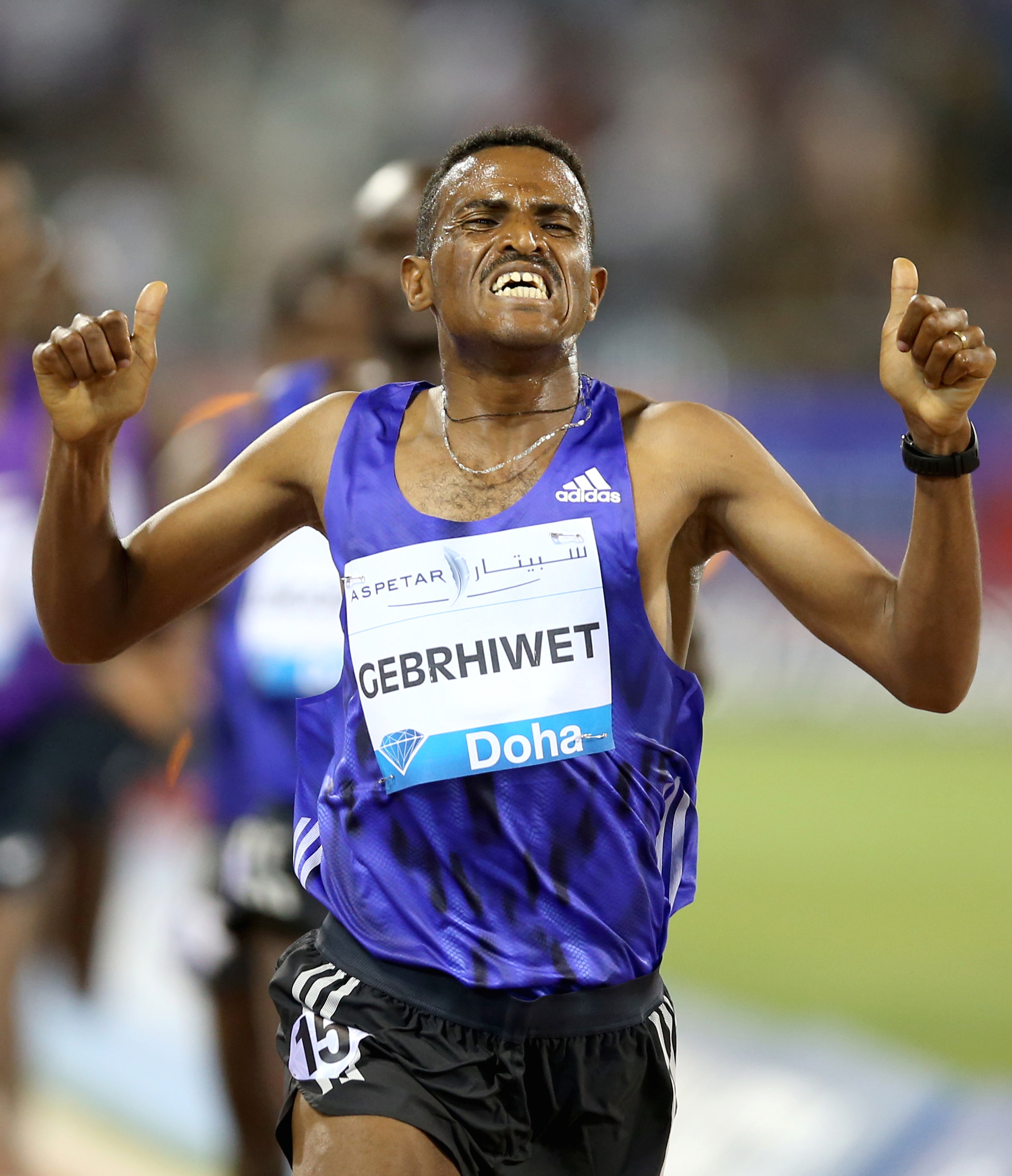
ハゴス・ゲブリウェト